# Hikanos
Hikanos (lateinisch Hicanus) war ein antiker griechischer Erzbilder.
Von Hikanos sind keine bekannten Werke überliefert. Seine Stellung als Teil der Kunstgeschichte verdankt er einer Erwähnung bei Plinius dem Älteren. Ohne weiter ins Detail zu gehen, nennt er Hikanos mit mehreren anderen Erzbildnern aufgrund ihrer Kunstfertigkeit bei der Herstellung von Statuen im Bereich Athleten, Krieger, Jagenden sowie Opfernden. Eine genauere zeitliche Einordnung erfolgt nicht, muss aber zwischen dem verstärkten Aufkommen des Bronzegusses bei Statuen im 5. Jahrhundert v. Chr. und der Schaffenszeit des Plinius im 1. Jahrhundert liegen.